# Tanacetum tenuissimum
Tanacetum tenuissimum — вид рослин з роду пижмо (Tanacetum) й родини айстрових (Asteraceae).

## Середовище проживання
Поширений в Азербайджані й Туркменістані.